# Necydalosaurus ichneumonides
Necydalosaurus ichneumonides är en skalbaggsart som beskrevs av Touroult och Tavakilian 2008. Necydalosaurus ichneumonides ingår i släktet Necydalosaurus och familjen långhorningar. Inga underarter finns listade i Catalogue of Life.